# Rudy Lay Arencibia
Pour les articles homonymes, voir Lay et Arencibia.
Rudy Lay Arencibia, né le 29 août 1977 à Santo Domingo (Cuba), est un footballeur cubain qui évoluait comme milieu de terrain. Il est actuellement entraîneur.

## Biographie

### Carrière de joueur
Rudy Lay connaît deux clubs au cours de sa carrière, le FC Villa Clara – au sein duquel il est sacré champion de Cuba lors de la saison 2002-2003 – puis le FC Provincia La Habana, club aujourd'hui disparu, où il évolue jusqu'en 2008.
International cubain, il dispute deux matchs avec sa sélection : le 16 mai 2001 contre le Suriname, dans le cadre de la Coupe caribéenne des nations 2001 (victoire 4-3), et le 2 septembre 2006 contre les îles Turques-et-Caïques, match de qualification à la Coupe caribéenne des nations 2007, où il marque l'un des buts de la victoire cubaine (6-0).

### Carrière d'entraîneur
Devenu entraîneur, Rudy Lay dirige l'équipe du FC Villa Clara, dont il avait été joueur, depuis 2019.

## Palmarès(joueur)
- FC Villa Clara :
  - Champion de Cuba en 2002-2003.
  - Vice-champion en 2001 et 2003.